# Consejería de Economía, Competitividad e Innovación de la Junta de Extremadura
La Consejería de Economía, Competitividad e Innovación es una consejería que forma parte de la Junta de Extremadura. Su actual consejero y máximo responsable es Cristina Elena Teniente Sánchez. Esta consejería aúna las competencias autonómicas en materia de planificación y coordinación económica, estadística, comercio e inversiones, promoción de la empresa y apoyo al emprendedor, promoción industrial, modernización e innovación tecnológica, sociedad de la información, investigación y telecomunicaciones
Tiene su sede en el Paseo de Roma de la capital extremeña, dentro del Complejo Administrativo de Morerías.

## Estructura Orgánica
- Secretaría General de Competitividad, Comercio e Innovación
  - Servicio de Comercio
- Secretaría General
  - Servicio de Administración General
  - Servicio de Gestión Presupuestaria
  - Servicio de Régimen Jurídico y Normativa
- Dirección General de Política Económica
  - Servicio de Políticas Sectoriales y Territoriales
  - Servicio de Estudios y Análisis
  - Instituto de Estadística de Extremadura
- Dirección General de Empresa y Actividad Emprendedora
  - Servicio de Incentivos y Financiación Empresarial
  - Servicio de Promoción Empresarial
- Secretaría General de Ciencia y Tecnología
  - Servicio de Recursos para la Investigación Científica
  - Servicio de Gestión Operativa TIC
  - Servicio de Tramitación y Normativa TIC